# Frédéric Schaeffer
Pour les articles homonymes, voir Schaeffer.
Frédéric Schaeffer, dit « Fritz » Schaeffer, est un footballeur français né le 24 mai 1894 à Gambsheim (Alsace-Lorraine) et mort le 21 février 1984 à Strasbourg.

## Biographie
Il joue dans l'équipe du Racing Club de Strasbourg durant trois saisons de juin 1920 à juin 1923. Il évolue dans le championnat d'Alsace. Après des places de 5e et 6e lors des deux premières saisons, il remporte le titre de champion d'Alsace en 1923. Il est aussi capitaine de l'équipe en 1922-1923.